# The Sheriff's Dilemma
The Sheriff's Dilemma er en amerikansk stumfilm fra 1915.

## Medvirkende
- Harry Carey
- Claire McDowell
- Charles West